# Bosque andino
Los bosques montanos de los Andes del norte, más conocidos con denominaciones como bosque andino, bosque nuboso o bosque de niebla, son los bosques,  selvas de montaña lluviosos, nubosos, templados y fríos, situados en los Andes septentrionales, que son propios de Colombia, Venezuela, Ecuador y una parte del Perú.  El Fondo Mundial para la Naturaleza (WWF) los llama bosques montanos de los Andes del norte; en cambio en los Andes centrales, al bosque andino de Perú, Bolivia y Argentina se les llama yungas.
Tienen una altura desde 1.000 a 4.000 m s. n. m. con alta humedad y niebla, dependiendo de la altitud.

## Ecorregiones
El WWF considera que el bosque andino es una biorregión y la divide en las siguientes ecorregiones terrestres:
- Bosques montanos del valle de Magdalena, principal valle de Colombia que cubre la mayor parte de la región Andina.
- Bosques montanos de los Andes venezolanos, en las sierras de la región de los Andes de Venezuela. Destaca el Parque nacional Sierra Nevada.
- Bosques montanos del noroeste de los Andes , se sitúan a lo largo del flanco occidental de los Andes, relacionado con la Cordillera Occidental (Colombia) y la región Interandina del Ecuador.
- Bosques montanos del valle del Cauca, entre las cordilleras central y occidental de Colombia.
- Bosques montanos de la Cordillera oriental, en el flanco oriental de los Andes colombianos. Tienen la influencia de los llanos de la Orinoquía.
- Bosques montanos de la Sierra de Santa Marta, al norte de Colombia en la Sierra Nevada de Santa Marta cerca al mar Caribe y rodeada de ecosistemas secos. Destaca el parque nacional de Santa Marta.
- Bosques montanos de la Cordillera Real oriental, conforman la selva ecuatorial de montaña especialmente el flanco oriental de los Andes ecuatorianos, alcanzando parte de Colombia y Perú y limitando al oriente con la selva amazónica.

## Bosque andino colombiano

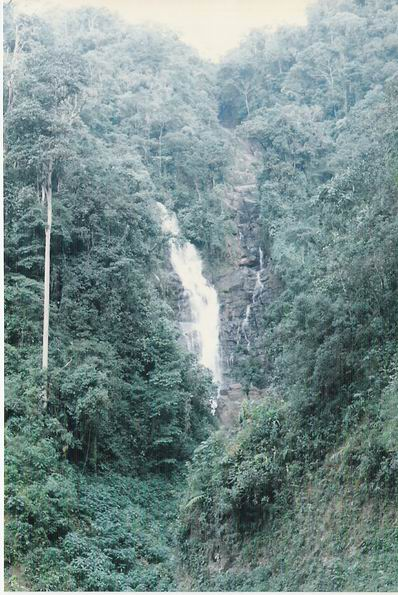
Un bosque antioqueño de montaña con una caída de agua.

Se localizan en las tres cordilleras, la Sierra Nevada de Santa Marta, la Sierra de la Macarena y la Serranía del Darién.
El bosque andino comienza por encima del nivel de la selva húmeda tropical y de los bosques tropicales secos, más o menos entre los 1.000 y 1.200 m s. n. m. A partir de los 1.800 o 2.000 m s. n. m. están frecuentemente cubiertos de neblina y se les suele llamar «bosques nubosos». Estos son el reino por excelencia de bromelias y orquídeas. Cada árbol es un jardín botánico con decenas de especies asociadas, todas dedicadas a la labor de cosechar las diminutas gotas de agua que forman la neblina. Esta agua que escurre por hojas, ramas y troncos contribuye a incrementar el caudal de los ríos y quebradas que nacieron en los páramos, o da origen a nuevos manantiales.
Entre la biodiversidad de estos bosques se destacan ranas y aves, dos grupos en los cuales Colombia es el primero del mundo.

### Bosque altoandino
La flora de los cerros y de las áreas rurales pertenece a los niveles que por altitud se definen como bosque altoandino y páramo. Entre 2.800 y 3.200 m s. n. m. se desarrolla el bosque alto andino que se distingue por su amplia diversidad biológica. Árboles como el raque, encenillo, mortiño, canelo, romero, aliso y varios familiares del sietecueros como el angelito, son predominantes. Una familia muy vistosa de arbustos está formada por los parientes del pegamosco que se distinguen fácil por lo vistoso de sus flores. Los helechos van desde las minúsculas gateaderas hasta el helecho palma, especie que supera los 10 m de altura; algunos de ellos se comportan como epífitos en el bosque alto andino y como rupícolas en el páramo. Los musgos y los líquenes al igual que las orquídeas son parte integral de estos ecosistemas; ellos aportan el color y las texturas propias del bosque nativo.
Prospera entre 2.800 y 3.200 m s. n. m., límite que varía en cien o doscientos metros por las condiciones locales (vientos, asolación). Es un ambiente supremamente húmedo que se aprecia a la distancia como el característico manto de nubes que envuelve las cumbres de las montañas. El exceso de humedad permite que sobre las ramas de los árboles crezca una abundante variedad de epífitas como quiches, orquídeas, musgos y líquenes que los cubren por completo. También llamado selva andina y bosque de alta montaña, cumple funciones específicas como son la regulación del flujo hídrico que desciende de los páramos y la acumulación y administración de sus nutrientes. Por esto crecen árboles hasta de 20 m de alto que resguardan y alimentan una amplia y muy importante variedad de especies animales y vegetales.
Se trata de un bosque de fisonomía muy distinta a la del bosque andino común, con un solo estrato de árboles pequeños y arbustos nanófilos (hojas muy pequeñas), de troncos por lo general torcidos y alturas entre 3 y 10 m, en el que predominan los elementos de la antigua familia Asteraceae. Además, forman parte de este estrato algunas hierbas altas como las cerbatanas y chusques y bromeliáceas. Los musgos son muy abundantes y forman espesos colchones en el piso del bosque. Muchos de ellos trepan y cubren totalmente los troncos y ramas de los árboles, junto con otras epífitas y bromelias.
El bosque alto andino ha sido destruido en su mayor parte, para dar paso al pastoreo de ganado vacuno y ovino y a algunos cultivos de papa. En su lugar se ha producido un avance de la vegetación del páramo, lo cual se conoce como proceso de paramización del bosque, esto caracteriza la mayoría de paisajes por encima de 3200 m. de altitud. Las quemas periódicas llevadas a cabo para favorecer el rebrote de los pastos impiden la recolonización del bosque, la cual de por sí es muy lenta dadas las condiciones muy limitantes de temperatura. Por esta razón, muchos autores han situado el límite bosque - páramo alrededor de los 3.200 m s. n. m. o a veces menos.
Esta degradación ha producido en muchos sitios un tipo especial de matorral más o menos abierto, basado en elementos propios del bosque alto andino y del páramo, el cual para algunos autores conforma lo que se denomina como «subpáramo». En realidad y dado que en algunas partes el paso del bosque al páramo herbáceo es relativamente rápido, la formación vegetal conocida comúnmente como subpáramo bien podría corresponder al bosque alto andino degradado, por lo menos en parte.
A pesar de lo anterior, se conservan relictos de muy diversos tipos de este ecosistema, desde los bosques paramunos de rodamonte y coloradito, pasando por la extensa franja de encenillal, hasta bosques andinos con especies de laureles y palmas de cera, lo cual configura una gama mucho más amplia que la conservada en el resto del área rural y un importante potencial biótico para la preservación de la biodiversidad y la extracción de herramientas de restauración para otras localidades.

### Beneficios
1. Son hábitat de una amplia cantidad de especies vegetales, tanto endémicas como nativas (entre ellas muchos arbustos, líquenes y musgos, organizados verticalmente en al menos cuatro estratos de vegetación), así como de muchas especies de mamíferos, insectos, anfibios, aves y reptiles.
2. Aportan gran cantidad de agua a los afluentes cercanos, gracias a que se especializan en la captación de agua del ambiente.
3. La cobertura boscosa de las laderas andinas protege contra la erosión y previene deslizamientos de tierra